# Maurice Abatam
Maurice Abatam (ur. 22 czerwca 1987) – czadyjski zapaśnik walczący w obu stylach. Dwa razy startował na mistrzostwach świata, zajął 22 miejsce w 2010. Piąty i szósty na igrzyskach afrykańskich w 2015. Zdobył trzy medale na mistrzostwach Afryki w latach 2011 - 2016. Na igrzyskach frankofońskich 2013 triumfował w pokazowej konkurencji Laamb czyli w senegalskich zapasach. Wicemistrz świata w zapasach na plaży w 2013 roku.